# Mirage Collective
Mirage Collective（ミラージュ・コレクティブ）は、プロデューサー、トラックメイカーであるSTUTSが音楽プロデュースを手掛ける音楽集団。

## 来歴
2022年
- 10月24日放送のカンテレ・フジテレビ系列テレビドラマ『エルピス-希望、あるいは災い-』のエンディング映像にて1stシングル「Mirage」を初オンエア[1]。音楽集団『Mirage Collective』と、STUTSが音楽プロデュースを手掛ける情報が解禁され、翌10月25日に「Mirage」のデジタル配信を開始[1]。
- 11月15日、2ndシングル「Mirage Op.2」のデジタル配信を開始[2]。
- 11月21日放送の『エルピス-希望、あるいは災い-』のエンディングにてYONCE（Suchmos）がヴォーカルを務めることが明かされ[3]、翌11月22日の3rdシングル「Mirage Op.3 – Collective ver.」の配信リリースに合わせ、オフィシャルYouTubeチャンネルでライブ配信されたスタジオライブにて、Mirage Collectiveのメンバーが明かされた[3]。
- 11月28日放送の『エルピス-希望、あるいは災い-』で主演を務める長澤まさみがシングル第4弾「Mirage Op.4 – Collective ver. (feat. 長澤まさみ)」にフィーチャリングとしてボーカル参加していることが明らかにされた[4]。
- 12月5日放送の『エルピス-希望、あるいは災い-』のエンディングにて眞栄田郷敦が「Mirage（feat.眞栄田郷敦）」にフィーチャリングとしてサックスで参加していることが明らかにされた[5]。
- 12月12日放送の『エルピス-希望、あるいは災い-』のエンディングにてtofubeatsによるリミックス・バージョン「Mirage Op.5 - tofubeats Remix（feat. 長澤まさみ）」が公開され、韓国のSUMIN、デトロイト出身のハウス／テクノ・プロデューサー OMAR Sによるリミックスバージョン含む12月21日にリリース予定のニュー・アルバム『Mirage』のトラックリストも公開された[6]。
- 12月12日から1月14日まで、の期間、「Mirage Op.1」のリミックス募集が開始された。
- 12月21日にニューアルバム『Mirage』が発売された。

## メンバー
- STUTS：プロデューサー / トラックメイカー / サンプラー/ MPC
- YONCE（Suchmos）：ボーカル
- butaji：コーラス
- 長岡亮介（ペトロールズ / 東京事変）：ギター / コーラス
- ハマ・オカモト（OKAMOTO'S）：ベース
- 荒田洸（WONK）：ドラムス
- 高橋佑成：ローズ/ピアノ
- 武嶋聡：サックス / フルート
- 佐瀬悠輔：トランペット
- 大田垣"OTG"正信：トロンボーン
- 須原杏：ヴァイオリン
- 林田順平：チェロ

## 作品

### デジタル・シングル
- Mirage Op.1（2022年10月25日）
- Mirage Op.2（2022年11月15日）
- Mirage Op.3 – Collective ver.（2022年11月22日）
- Mirage Op.4 – Collective ver.（feat. 長澤まさみ）（2022年11月29日）
- Mirage Op.5 – tofubeats Remix（feat. 長澤まさみ）（2022年12月12日）

### アルバム
- Mirage（2022年12月21日）
  1. Mirage Op.1
  2. Mirage Op.2 （feat. 長澤まさみ）
  3. Mirage Op.3 - Collective ver.
  4. Mirage Op.4 - Collective ver. （feat. 長澤まさみ）
  5. Mirage Op.5 - tofubeats Remix（feat. 長澤まさみ）
  6. Mirage Op.6 （feat. 長澤まさみ, 眞栄田郷敦, 大友良英）
  7. Mirage Op.7 - Collective Live ver.
  8. Mirage Op.8 - SUMIN Remix
  9. Mirage Op.9 - Omar S Remix
  10. Mirage Op.10 （instrumental）
  11. Mirage Op.11 - Collective ver. （instrumental）